# Les Meurtres de Valhalla
Les Meurtres de Valhalla, ou The Valhalla Murders en Suisse romande, ou encore  À glacer le sang au Québec (Valhalla Murders) est une série télévisée islandaise en huit épisodes de 48 minutes et diffusée à partir du 26 décembre 2019 sur RÚV, mise en ligne le 8 mars 2020 sur Netflix et rediffusée en Suisse romande sur RTS Un à partir du 9 janvier 2025.

## Synopsis
Un homme est retrouvé assassiné dans le port de Reykjavik, et un autre homme est assassiné chez lui lors de ce qui semble une tentative de cambriolage. L'inspectrice Kata découvre que les deux affaires sont peut-être liées, et sa hiérarchie demande de l'aide à la Norvège, qui leur envoie un inspecteur natif d'Islande, Arnar. Les pistes mènent vers une ancienne maison de correction, le Valhalla.

## Distribution
- Nína Dögg Filippusdóttir : Kata
- Björn Thors : Arnar
- Bergur Ebbi Benediktsson : Erlingur
- Aldís Amah Hamilton : Dísa
- Arndís Hrönn Egilsdóttir : Hugrún
- Tinna Hrafnsdóttir : Helga
- Sigurður Skúlason : Magnús

## Épisodes
1. Du jamais-vu
2. Le Retour
3. Valhalla
4. Cicatrices
5. À la vue de tous
6. Un lieu caché
7. Le Tournant
8. Un monstre dans les ténèbres